# محسن گروسی
 محسن گروسی  (زاده ۷ آذر ۱۳۴۷) بازیکن سابق فوتبال ایران است. او سابقه بازی در تیم‌های استقلال، پاس تهران و شهاب زنجان را دارد.
وی سابقه ۳۲ بازی و ۸ گل ملی نیز در کارنامه دارد.
او زننده گل قهرمانی پاس در فصل ۹۲–۹۳ جام باشگاه های آسیا است.

## افتخارات
استقلال تهران
قهرمان لیگ ایران  جام قدس ۶۹–۱۳۶۸
قهرمان لیگ ایران جام آزادگان ۱۳۷۶
قهرمان جام پرزیدنت ترکمنستان ۱۹۹۸
قهرمان جام خزر ۱۳۷۶
پاس تهران
بین المللی
🏆🥇   قهرمان جام باشگاه‌های آسیا ۹۳–۱۹۹۲
🥈  نایب قهرمان جام باشگاهی آفریقا–آسیا ۱۹۹۳
🏆🥇 قهرمان 
داخلی
کشوری
🏆🥇قهرمان لیگ فوتبال ایران لیگ آزادگان۱۳۷۰
🏆🥇قهرمان لیگ فوتبال ایران لیگ آزادگان ۱۳۷۱
🥈 نایب قهرمان لیگ فوتبال ایران لیگ آزادگان ۷۷–۱۳۷۶
استانی
🏆🥇قهرمان جام حذفی فوتبال تهران ۱۳۷۰
فردی
⚽️  زننده گل قهرمانی پاس تهران در دیدار پایانی جام باشگاه‌های آسیا ۹۳–۱۹۹۲